# Rhabdoblatta nigrovittata
Rhabdoblatta nigrovittata är en kackerlacksart som beskrevs av Bei-Bienko 1954. Rhabdoblatta nigrovittata ingår i släktet Rhabdoblatta och familjen jättekackerlackor. Inga underarter finns listade i Catalogue of Life.